# The Underpants

The Underpants est une pièce de théâtre écrite en 2002 par l'humoriste américain Steve Martin. Il s'agit de la seconde pièce écrite par l'auteur, après Picasso at the Lapin Agile.

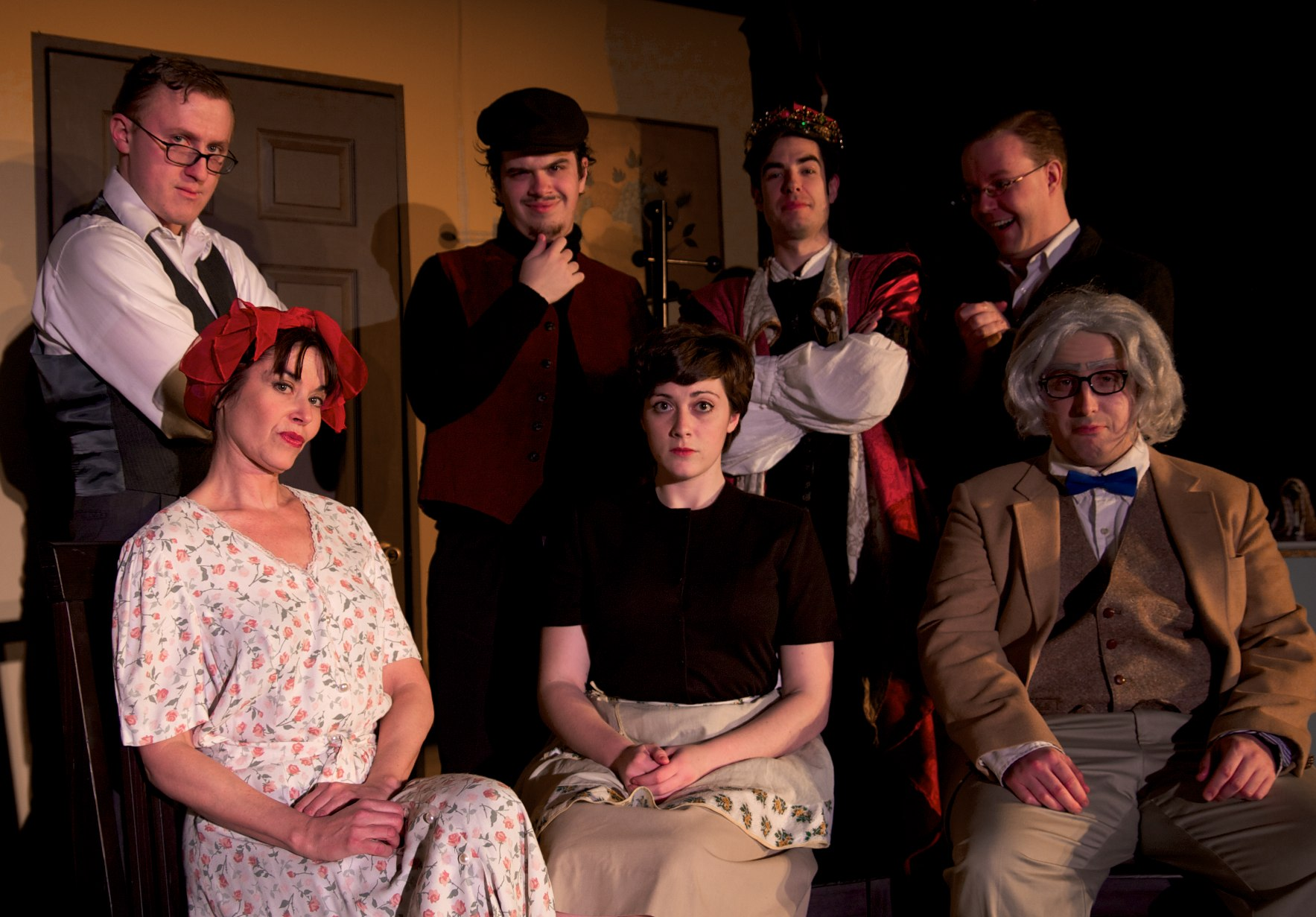
La compagnie Flat Earth Theatre joue la pièce The Underpants en 2011 au The Arlington Center for the Arts

La pièce est inspirée d'une pièce de théâtre plus ancienne, allemande de 1911, Die Hose (littéralement les pantalons) de Carl Sternheim.